# Baron Oranmore and Browne
Baron Oranmore and Browne, of Carrabrowne Castle in the County of Galway and of Castle Macgarrett in the County of Mayo, ist ein erblicher britischer Adelstitel in der Peerage of Ireland. 
Familiensitz der Barone war zeitweise Mereworth Castle in Kent, England.

## Verleihung
Der Titel wurde am 4. Mai 1836 für Dominick Browne geschaffen. Dieser hatte zuvor über viele Jahre das County Mayo im House of Commons vertreten.

## Weiterer Titel
Der dritte Baron erhielt am 19. Januar 1926 den Titel eines Baron Mereworth, of Mereworth Castle in the County of Kent, in der Peerage of the United Kingdom. Hierdurch bekam er, anders als aufgrund des irischen Titels, bis zum House of Lords Act 1999 einen automatischen Sitz im House of Lords.

## Liste der Barone Oranmore and Browne (1836)
- Dominick Browne, 1. Baron Oranmore and Browne (1787–1860)
- Geoffrey Dominick Augustus Frederick Guthrie-Browne, 2. Baron Oranmore and Browne (1819–1900)
- Geoffrey Henry Browne, 3. Baron Oranmore and Browne (1861–1927)
- Dominick Geoffrey Edward Browne, 4. Baron Oranmore and Browne (1901–2002)
- Dominick Geoffrey Thomas Browne, 5. Baron Oranmore and Browne (* 1929)

Voraussichtlicher Titelerbe (Heir Presumptive) ist der Bruder des jetzigen Barons, Hon. Martin Michael Dominick Browne (* 1931).